# Urawa Red Diamonds 1997
Questa voce raccoglie le informazioni riguardanti gli Urawa Red Diamonds nelle competizioni ufficiali della stagione 1997.

## Maglie e sponsor
Viene semplificato il motivo delle maglie della prima squadra, da quell'anno prodotte dalla Umbro e caratterizzate da una tinta rossa con colletto nero. Lo sponsor ufficiale è Mirage, modello di autovettura prodotto dalla Mitsubishi.
| Manica sinistra · Maglietta · Maglietta · Manica destra · Pantaloncini · Calzettoni | Manica sinistra · Maglietta · Manica destra · Pantaloncini · Calzettoni |  |

## Rosa
| N. |                     | Ruolo | Calciatore         |
| -- | ------------------- | ----- | ------------------ |
| 1  | Giappone (bandiera) | P     | Hisashi Tsuchida   |
| 2  | Giappone (bandiera) | C     | Masaki Tsuchihashi |
| 3  | Giappone (bandiera) | D     | Yoshinori Taguchi  |
| 4  | Francia (bandiera)  | D     | Basile Boli        |
| 5  | Giappone (bandiera) | D     | Takafumi Hori      |
| 6  | Germania (bandiera) | D     | Guido Buchwald     |
| 7  | Giappone (bandiera) | A     | Masayuki Okano     |
| 8  | Giappone (bandiera) | C     | Osamu Hirose       |
| 9  | Giappone (bandiera) | A     | Masahiro Fukuda    |
| 10 | Austria (bandiera)  | C     | Michael Baur       |
| 10 | Spagna (bandiera)   | C     | Txiki Begiristain  |
| 11 | Giappone (bandiera) | C     | Yasushi Fukunaga   |
| 12 | Giappone (bandiera) | D     | Tsutomu Nishino    |
| 13 | Giappone (bandiera) | D     | Nobuhisa Yamada    |
| 14 | Giappone (bandiera) | C     | Hiromitsu Isogai   |
| 15 | Giappone (bandiera) | D     | Kōichi Sugiyama    |
| 16 | Giappone (bandiera) | P     | Yūki Takita        |
| 17 | Giappone (bandiera) | C     | Ken Iwase          |
| 18 | Giappone (bandiera) | C     | Nobuyasu Ikeda     |

| N. |                        | Ruolo | Calciatore         |
| -- | ---------------------- | ----- | ------------------ |
| 19 | Paesi Bassi (bandiera) | D     | Alfred Nijhuis     |
| 20 | Giappone (bandiera)    | P     | Masahiro Ota       |
| 21 | Giappone (bandiera)    | C     | Nobutake Mochiyama |
| 22 | Giappone (bandiera)    | D     | Shinji Jōjō        |
| 23 | Giappone (bandiera)    | D     | Hideki Uchidate    |
| 24 | Giappone (bandiera)    | A     | Kenji Ōshiba       |
| 25 | Giappone (bandiera)    | A     | Naoto Sakurai      |
| 25 | Giappone (bandiera)    | C     | Toshiya Ishii      |
| 27 | Giappone (bandiera)    | D     | Atsuo Watanabe     |
| 28 | Giappone (bandiera)    | C     | Taichi Sato        |
| 29 | Giappone (bandiera)    | D     | Akihiro Tabata     |
| 30 | Giappone (bandiera)    | C     | Eiji Hanayama      |
| 31 | Giappone (bandiera)    | P     | Hiroki Aratani     |
| 32 | Giappone (bandiera)    | P     | Tomoyasu Ando      |
| 33 | Giappone (bandiera)    | D     | Ryūji Kawai        |
| 34 | Giappone (bandiera)    | D     | Takashi Sambonsuge |
| 35 | Giappone (bandiera)    | A     | Yūichirō Nagai     |
| 36 | Giappone (bandiera)    | P     | Koji Homma         |
| 37 | Jugoslavia (bandiera)  | C     | Željko Petrović    |

## Statistiche

### Statistiche di squadra
| Competizione           | Punti | Totale | Totale | Totale | Totale | Totale | Totale | DR  |
| Competizione           | Punti | G      | V      | N      | P      | Gf     | Gs     | DR  |
| ---------------------- | ----- | ------ | ------ | ------ | ------ | ------ | ------ | --- |
| J. League              | 47    | 32     | 17     | 0      | 15     | 51     | 45     | +6  |
| Coppa Yamazaki Nabisco | -     | 8      | 2      | 5      | 1      | 11     | 6      | +5  |
| Coppa dell'Imperatore  | -     | 2      | 1      | 0      | 1      | 3      | 3      | 0   |
| Totale                 |       | 42     | 20     | 5      | 12     | 65     | 54     | +11 |

### Statistiche dei giocatori
| Giocatore   | J. League | J. League |
| Giocatore   | Presenze  | Reti      |
| ----------- | --------- | --------- |
| Baur        | 2         | -         |
| Begiristain | 15        | 4         |
| Boli        | 9         | -         |
| Buchwald    | 32        | 2         |
| Fukuda      | 29        | 21        |
| Hirose      | 19        | 1         |
| Hori        | 29        | 3         |
| Ikeda       | 9         | -         |
| Isogai      | 10        | 3         |
| Jojo        | 18        | -         |
| Nagata      | 30        | 3         |
| Nijhuis     | 16        | 4         |
| Nishino     | 25        | 3         |
| Okano       | 23        | 4         |
| Oshiba      | 29        | 2         |
| Sakurai     | 2         | -         |
| Sato        | 6         | -         |
| Sugiyama    | 8         | -         |
| Tabata      | 19        | -         |
| Takita      | 18        | -         |
| Tsuchida    | 14        | -         |
| Tsuchihashi | 31        | -         |
| Uchidate    | 11        | -         |
| Yamada      | 22        | 1         |